# Tarcisius de Rome
Saint Tarcisius est un jeune martyr chrétien qui vécut au IIIe siècle dans l'Empire romain, sous le règne de l'empereur Valérien (253-260).

## Biographie
Tarcisius de Rome, martyr de l'Eucharistie, fut tué par la foule en l'an 257 ap. J-C. Son nom est dérivé de la cité de Tarse en Cilicie, patrie de l'apôtre Paul. Sa fête est célébrée le 15 août. Son existence n'est connue que par une inscription sur son tombeau. Elle est due au pape Damase Ier, élu en 366, qui organise le culte des martyrs, compose et fait graver dans la catacombe de Saint-Calixte des épigrammes en leur honneur. Les vers latins unissent Tarcisius à Étienne, premier martyr de la chrétienté, qui fut condamné à la lapidation :
Texte latin en vers,:  
| Par meritum quicumque legis cognosce duorum, Quis Damasus rector titulos post praemia reddit. Iudaicus populus Stephanum meliora monentem Perculerat saxis, tulerat qui ex hoste tropaeum, Martyrium primus rapuit levita fidelis. Tarsicium sanctum Christi sacramenta gerentem Cum male sana manus premeret vulgare profanis, Ipse animam potius voluit dimittere caesus Prodere quam canibus rabidis caelestia membra. |

Traduction française
| Lecteur, qui que tu sois, apprends l'égal mérite des deux que voici auxquels l’évêque Damase décerne après leur triomphe cette inscription. Le peuple juif, qu’Étienne exhortait à mieux agir, l'avait frappé de pierres, mais lui gagna un trophée sur ses ennemis, remportant le premier la palme du martyre en Lévite fidèle. Tandis que le vertueux Tarcisius portait le Sacrement du Christ, une main impie s'avança pour l'exposer au mépris des profanes ; mais lui-même préféra être battu et rendre l'âme plutôt que d'exposer à des chiens enragés les membres célestes. |

Ces vers sont la seule source historique sur le saint. La date de sa mort, 257, est ajoutée à l'inscription. S'il est fait explicitement état de la lapidation d'Étienne, ce n'est pas le cas pour Tarcisius, qui meurt victime de la violence de la foule, sans autre précision. De nombreux écrivains chrétiens ont tiré de ces quelques éléments des hagiographies romancées, notamment le cardinal Wiseman dans Fabiola (1858) et Serge Dalens dans La Couronne de pierres (1980).

## Légende
Selon la légende, Tarcisius est un jeune garçon qui, pour porter la communion aux chrétiens jetés en prison à Rome, protège sous son manteau les Saintes Espèces et refuse de les montrer à ses camarades et à un soldat qui veulent savoir ce qu'il cache sous sa toge. Les passants de la Voie Appienne, avertis que l'enfant est chrétien, le frappent puis le lapident à mort. Ils ne trouvent le précieux dépôt ni dans ses mains ni dans ses vêtements. Vient à passer un centurion chrétien nommé Quadratus; il fait fuir la populace et emporte le cadavre qu'on ensevelit par la suite dans la catacombe de Saint-Calixte.
La légende a consolidé des données qui ne sont pas assurées: Tarcisius serait plutôt un jeune adulte, un diacre portant les saintes espèces chez un malade. Cette idée serait plus conforme aux prescriptions liturgiques selon lesquelles ce sont les prêtres ou les diacres qui apportent l'Eucharistie à ceux qui ne peuvent pas assister à la messe. La comparaison avec saint Étienne suggère d'ailleurs que Tarcisius était diacre. Au fil du temps, les récits romancés ont ajouté des détails de fiction et la croyance s'est affirmée au XIXe siècle qu'il s'agissait d'un jeune acolyte d'une dizaine d'années mourant en martyr sur la Voie Appienne.

## Postérité

### Culte
Tarcisius fut enterré dans la basilique orientale de Saint-Calixte, probablement aux côtés du pape Zéphyrin. En 767 ses reliques furent transférées par le pape Paul Ier dans la basilique San Silvestro in Capite à Rome et elles se trouvent depuis 1596 sous le maître-autel. Son sarcophage sert d'autel dans l'église de l'institut Saint-Tarcisius sur la voie Appienne à Rome où résident les jeunes salésiens de Don Bosco. On y trouve aussi exposé un reliquaire du XIXe siècle où le corps supplicié est sculpté au-dessus d'un bas-relief représentant sa lapidation.
Saint Tarcisius, longtemps donné en exemple à la jeunesse catholique jusqu'au milieu du XXe siècle, est le protecteur des enfants accomplissant leur première communion. L'Église en a fait le patron des enfants de chœur et des servants d'autel en 2010. En italien le nom de tarcisiana désigne l'aube de cérémonie.
Sur la commune de Canala (Nouvelle-Calédonie) se trouve le petit séminaire Saint-Tarcisius qui a formé des personnalités mélanésiennes, tels le président des étudiants calédoniens de métropole Koueintu Pétro ATTITI  et des indépendantistes kanak comme Jean-Marie Tjibaou ou Raphaël Mapou.
La municipalité Saint-Tharcisius au Québec (Canada) porte son nom ainsi qu'une cloche de 44 kilos de la cathédrale Saint-Étienne à Vienne en Autriche.
Saint José Luis Sánchez del Río, jeune martyr mexicain lors de la guerre des Cristeros (1926-1929) est surnommé "Tarcisius".
Saint Tarcisius est aussi appelé Saint Tarcise ou Saint Tarcisse.

### Art

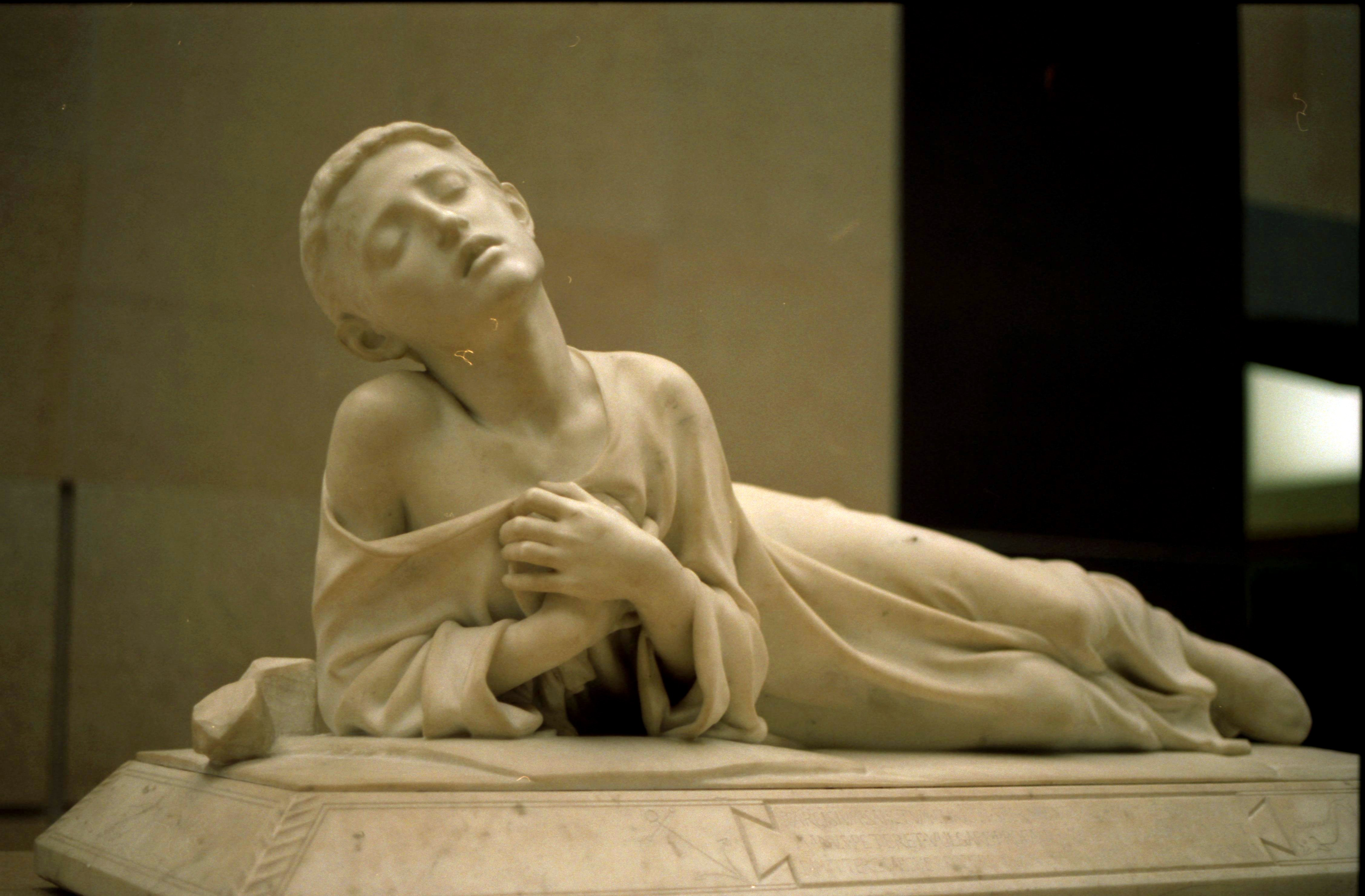
Alexandre Falguière: Tarcisius, martyr chrétien, 1868, musée d'Orsay

Le martyre de Tarcisius a fait l'objet de plusieurs représentations édifiantes.
La statue en marbre d'Alexandre Falguière Tarcisius, martyr chrétien (1868), au Musée d'Orsay à Paris a été reproduite et exposée dans de nombreuses institutions catholiques. Elle comptait un autre exemplaire dans la chapelle Palatine du Château de Gerbéviller. Détruite lors de bombardements en 1914, il n'en reste que quelques éléments exposés régulièrement. L'artiste a aussi sculpté un masque du martyr.
Le Minneapolis Institute of Art abrite Le Martyre de Saint Tarcisius (1908), toile du peintre français Antony Troncet .
Un tableau intitulé Mort de saint Tharsal, réalisé la même année par le peintre français Joseph Bergès, est conservé au musée des Augustins à Toulouse.
San Tarcisio (1950) est une sculpture en cire d'Enrico Manfrini (1917-2004).

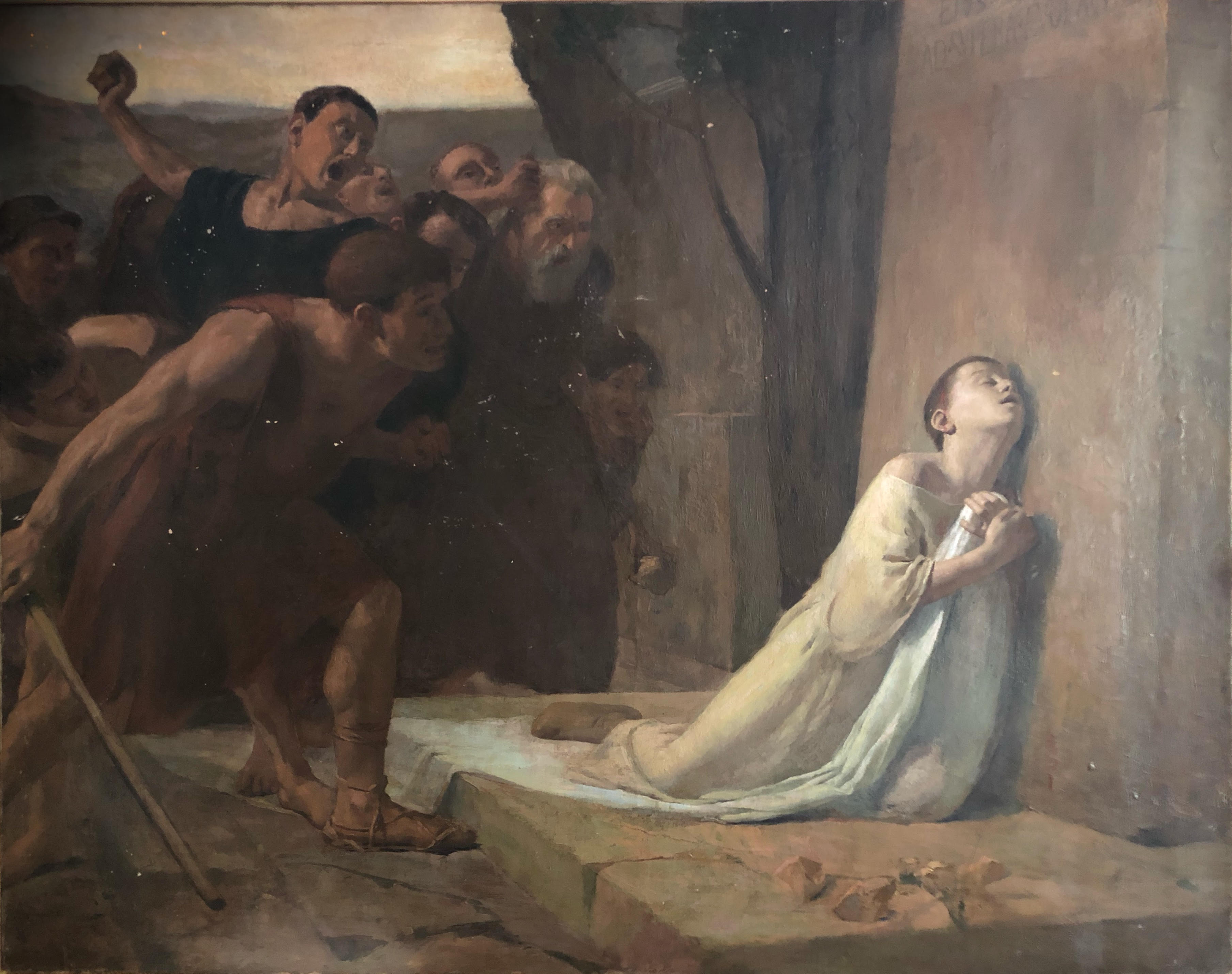
Le martyre de Saint Tarcisius, tableau ayant appartenu à Hervé Guibert, collection Jean-Paul Hirsch

L'écrivain Hervé Guibert possédait un grand tableau anonyme, Le martyre de Saint Tarcisius, aujourd'hui dans une collection particulière, dont il a réalisé en 1990 une photographie en noir et  blanc,Tarcisius, incluse dans Photographies, album posthume paru en 1993. La même peinture, reproduite en couleur, illustre l'édition Folio Gallimard de son livre Le Protocole compassionnel. On y voit Tarcisius tenant les Saintes Espèces lapidé par des païens.